# Stephan Tull
Stephan Tull (* 20. August 1922 in Zrenjanin (deutsch Groß-Betschkerek), Königreich der Serben, Kroaten und Slowenen; † 4. Dezember 2009 in Vöcklabruck, Oberösterreich) war ein österreichischer Politiker (SPÖ) und Senatsrat. Er war von 1955 bis 1962 Abgeordneter zum Oberösterreichischen Landtag und von 1962 bis 1983 Abgeordneter zum Nationalrat.

## Ausbildung und Beruf
Tull wurde als Sohn eines Maurermeisters in einer donauschwäbischen Familie geboren. Er besuchte die Volksschule in Groß-Betschkerek und wechselte danach an eine Handelsschule und in der Folge an eine Wirtschafts-Oberschule. Während des Zweiten Weltkriegs wurde er wie die meisten Volksdeutschen im wehrfähigen Alter in die Waffen-SS eingezogen. Als führender Funktionär der deutschen Studentenschaft des Banates gelang es ihm jedoch dienstfrei gestellt zu werden und nach Tull in Österreich zu gehen und in Wien Rechtswissenschaften und Welthandel zu studieren. Am Ende des Krieges ging er nach Oberösterreich, wo im Mai 1945 die Amerikaner einmarschierten. Auf Vermittlung von Ernst Koref, dem ersten Nachkriegsbürgermeister von Linz, gelang es ihm rasch seine persönliche Entnazifizierung zu erlangen. Er trat in die SPÖ ein, wurde Mitglied im Sozialistischen Akademikerbund und setzte sein Studium fort. Daneben nahm er eine Stelle als Magistratsbeamter in Linz an und wurde kurz darauf sogar zum Leiter der Entnazifizierungsstelle in Linz ernannt. 1948 schloss Tull sein Studium mit dem Doktorat in Staatswissenschaften ab. Nach seiner politischen Karriere promovierte Tull 1988 an der Universität Salzburg Sub auspiciis praesidentis zum Doktor der politischen Wissenschaften.
Als Landesbeamter arbeitete Tull bis 1962 für das Kontrollamt und wurde 1982 als Senatsrat pensioniert.

## Politik
Tull vertrat die SPÖ im Gemeinderat von Eferding, in der Folge war er Gemeinderat in Wels und später in Vöcklabruck. Zwischen 1955 und 1962 war Tull zudem Abgeordneter zum Oberösterreichischen Landtag, ab dem 14. Dezember 1962 vertrat er die SPÖ im Nationalrat. Im Nationalrat fungierte Tull als Obmann des Finanz- und Budgetausschusses, zudem war er Obmann des Hauptausschusses, des Rechnungshofausschusses und des Verfassungsausschusses.
Innerparteilich war Tull in der Landesparteileitung und bis 1973 im Landesparteivorstand aktiv gewesen, 1979 schied er aus dem Bundesparteivorstand aus. Nachdem Tull in Vöcklabruck mit den lokalen Funktionären in Konflikt geraten war, wurde er bei der Gemeinderatswahl vom 2. auf den 7. Platz zurückgereiht und sollte am 30. April 1980 aus dem Gemeinderat ausscheiden. Nachdem sich Tull geweigert und seine Parteikollegen verklagte, beantragte der SPÖ-Stadtausschuss Vöcklabruck am 14. April 1980 mit 42:0 Stimmen seinen Parteiausschluss. Während seine Absetzung als SPÖ-Bezirksparteiobmann misslang, beschloss die SPÖ-Oberösterreich seinen Parteiausschluss. Das Schiedsgericht der Bundes-SPÖ bestätigte den Parteiausschluss nicht, verhängte jedoch ein fünfjähriges Funktionsverbot über Tull, der daraufhin aus der SPÖ austrat und am 23. Oktober 1980 den SPÖ-Klub verließ. Er war daraufhin bis zum 18. Mai 1983 fraktionsloser Abgeordneter im Nationalrat. 1982 versuchte er die Gründung einer „Grünen Reform-Partei“ bzw. einer „Grünen Union“, spielte jedoch bei den späteren Grün-Parteien keine Rolle.
Tull war bevollmächtigter Vertreter und Sprecher des Vereins Dichterstein Offenhausen, der 1999 auf Grund von nationalsozialistischer Wiederbetätigung vom Innenministerium aufgelöst wurde.

## Auszeichnungen
- Großes Goldenes Ehrenzeichen für Verdienste um die Republik Österreich